# Thương nhân mũ đỏ

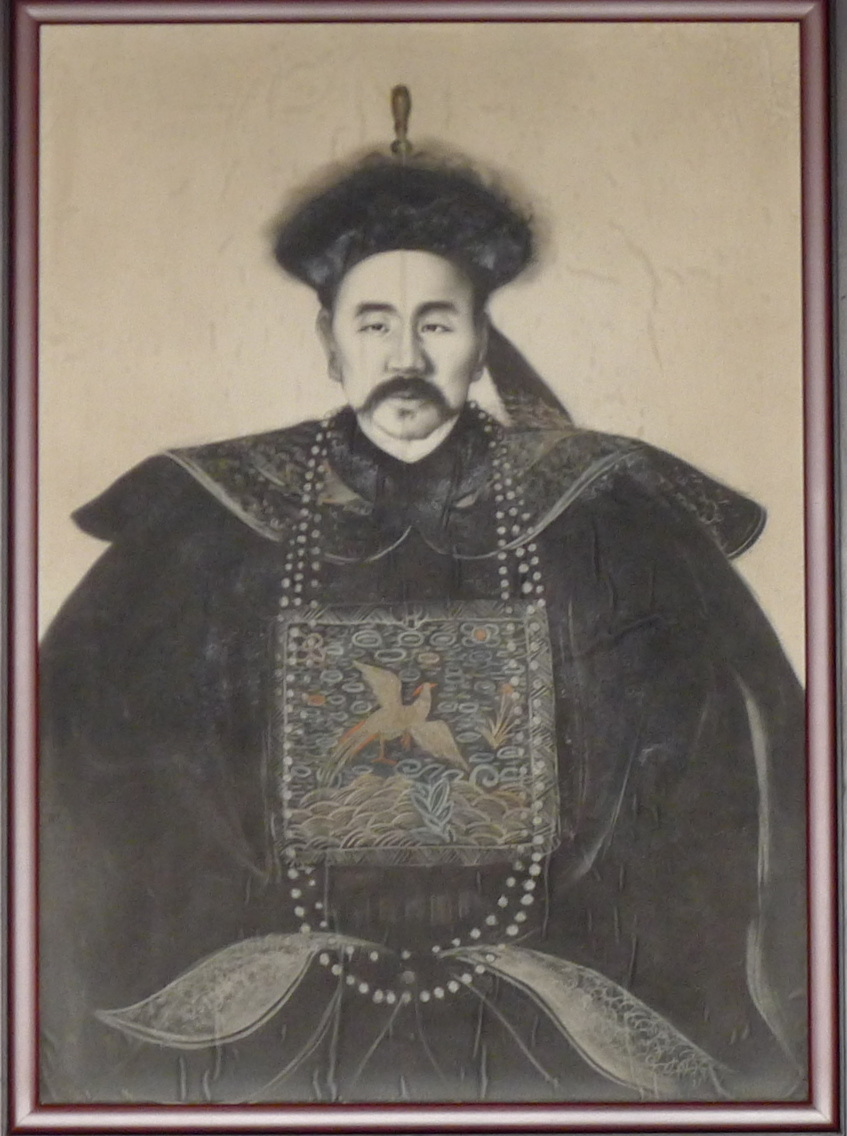
Chân dung "Thương nhân mũ đỏ" Hồ Tuyết Nham

Thương nhân mũ đỏ (tiếng Trung: 紅頂商人; Hán-Việt: Hồng đỉnh thương nhân; bính âm: Hóngdǐng shāngrén), hoặc doanh nhân mũ đỏ, doanh nhân đội mũ đỏ, ám chỉ quan chức chính phủ cũng xuất hiện với tư cách là một doanh nhân, kết hợp giữa vai trò công chức và doanh nhân, tức là "doanh nhân chính phủ".
Thuật ngữ này có nguồn gốc từ thời Thanh và ban đầu được sử dụng để mô tả những quan chức nhà nước cũng tham gia vào các hoạt động thương mại. Vào thời đó, giới quan chức giàu có thường đội mũ có gắn viên hồng ngọc. Đại diện tiêu biểu của "thương nhân mũ đỏ" là Hồ Tuyết Nham, một doanh nhân nổi tiếng vào cuối thời Thanh.
Ngày nay, thuật ngữ "thương nhân mũ đỏ" được sử dụng rộng rãi để chỉ những doanh nhân có mối quan hệ tốt với các quan chức chính phủ cấp cao quan trọng.